# Michael Singer
Michael Singer (* 1945 in Brooklyn) ist ein US-amerikanischer Bildhauer, Landschaftsarchitekt und Konzeptkünstler.

## Leben und Werk
Michael Singer ist 1945 in New York City geboren und studierte von 1963 bis 1968 an der Cornell University in New York und der Rutgers University in New Brunswick.

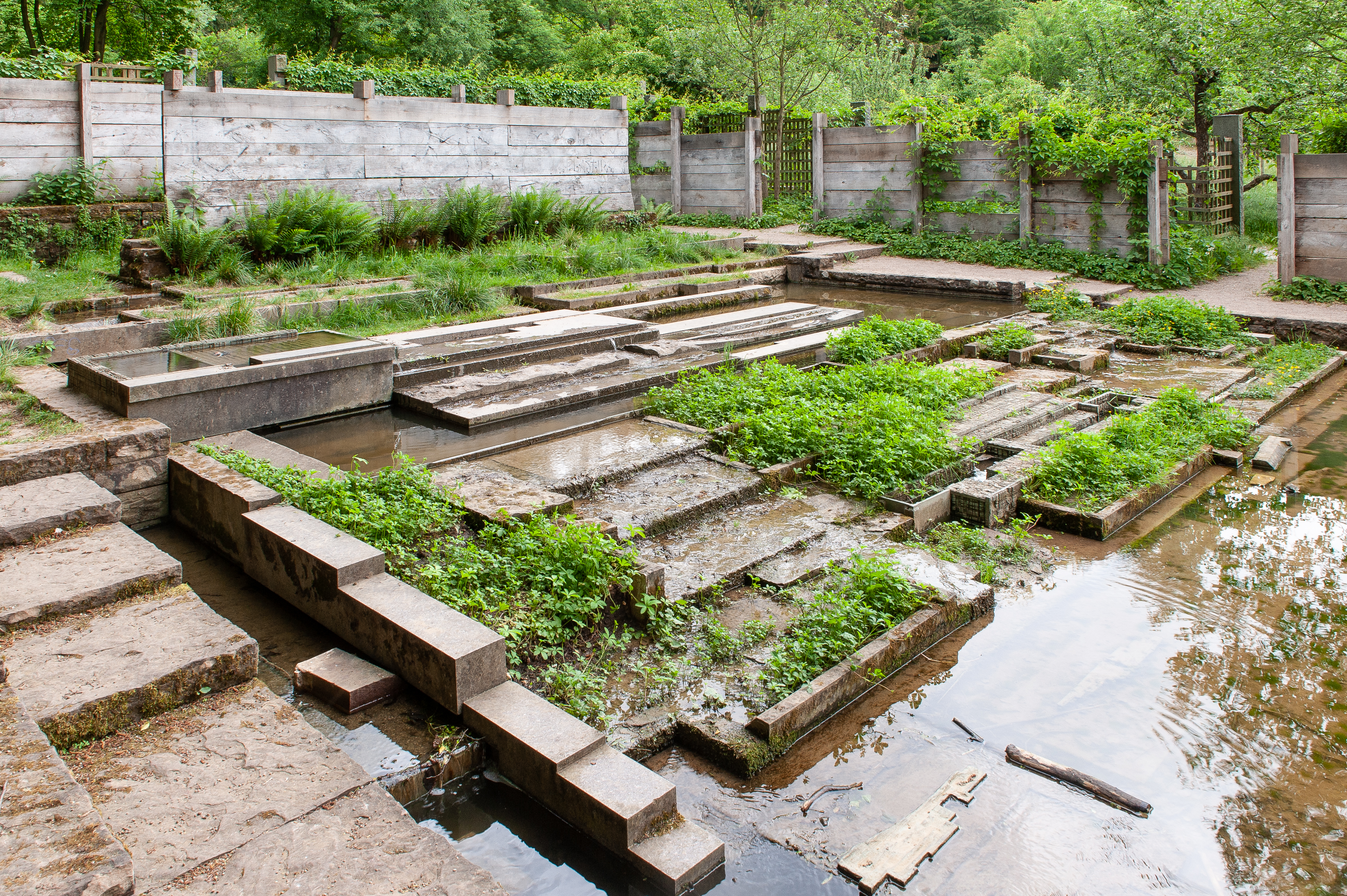
Memorial Garden in Stuttgart von 1993 (Ansicht 2018)

Für das Alterra Institut der Universität Wageningen in Wageningen, Provinz Gelderland entstand 1999 ein Garten, der als „grüne Lunge“ des Gebäudes fungiert, Luft und Wasser reinigt und die Temperatur kontrolliert, ohne dass eine Klimaanlage nötig wäre.
Michael Singer realisierte zur Internationalen Gartenbauausstellung 1993 die Brunneninstallation „Memorial Garden/Erinnerungsgarten“, bekannt unter dem Namen Grottenloch, auf dem Wartberggelände in Stuttgart. 
Die Projekte sind in Zusammenarbeit der Michael Singer Studios in Florida und Vermont und einem interdisziplinären Team aus Umweltplanern, Naturforschern, Ingenieuren, Sozialanthropologen, Historikern, Wirtschaftswissenschaftlern und anderen Fachleuten entstanden. Die Projekte werden gemeinsam erarbeitet und so entstehen innovative ökologische, soziale, politische und
wirtschaftliche Lösungen.

## Ausstellungen
Singer hatte eine Vielzahl von Einzelausstellungen, unter anderem im Solomon R. Guggenheim Museum in New York City, im Utzon Center in Aalborg und dem Danish Architecture Centre in Kopenhagen. 1977 war er Teilnehmer der documenta 6 in Kassel.

## Sammlungen
Michael Singers Werke ist in den Sammlungen der National Gallery of Australia, Louisiana Museum of Modern Art, Solomon R. Guggenheim Museum, Museum of Modern Art and the Metropolitan Museum of Art.

## Auszeichnungen
Michael Singer hat zahlreiche Preise (New York State Council on the Arts und Vermont State Governor's Award for the Arts) und Stipendien erhalten, beispielsweise ein Guggenheim-Stipendium und National Endowment for the Arts.

## Werke als Landschaftsarchitekt (Auswahl)
- 1993: Memorial Garden auf dem Wartberg, Stuttgart